# Sly 3: Honor Among Thieves
Sly 3: Honor Among Thieves (også kendt i PAL-regioner som Sly 3: Honour Among Thieves, eller blot Sly 3) er et Playstation 2-spil fra 2005 som er udviklet af Sucker Punch Productions. Det er det tredje spil i Sly Cooper-spilserien og efterfølgeren til Sly 2: Band of Thieves fra 2004. 

## Handling
Et år efter begivenhederne i Sly 2: Band of Thieves, forsøger Sly, Bentley, Murray og fire andre karakterer at åbne Coopers Boks på øen Kaine Island i det sydlige Stillehav. Men forsøget bliver forpurret øens ejer Dr. M. Bentley og banden formår at undslippe, men et af kæmpemonster griber Sly. I denne scene, begynder Slys liv at passere revy.
Sly havde hørt om boksen fra et tidligere medlem af Sly's fars bande, Jim Mcsweeny. Boksen indeholder Slys families gemte formue. Sly drager ud til Kaine Island, men opdager, at en mandril som hedder Dr. M har bygget en svært befæstet højborg rundt om hele øen i forsøg på selv at få fat i formuen. Sly indser, at han får brug for eksperter for at slippe udenom Dr. M's sikkerhedsanordninger. 
Først rejser Sly og Bentley til Venedig i Italien hvor de finder Murray, som har forladt Cooper-banden, efter at have følt sig skyldig over Bentleys kvæstelser i det forrige spil, hvilket har gjort at han må bruge en højteknologisk kørestol til feltmissioner. Murray er i Venedig, fordi hans pacifistiske mester Guruen har sagt at det sorte vand (tjære) skal løbe klart. Sly tager hen til Venedigs politistation, hvor han finder Cooperbandens tidligre fjende Dimitri i fængsel. Sly befrier Dimitri og Dimitri finder Murray til Sly. Murray vil ikke tilbage til banden, før "det sorte vand" løbber klart. Banden finder ud af at det er den lokale mafiabos Don Octavio der står bag tjæren. Sly prøver at få fjernet tjæren, men da de er tæt på, slå octavio Bentley ned, og Murray bryder sit løfter om ingen vold, og slås mod octavio. Det ender med at de slår Octavio, får vandet til at løbe klart, og får Murray tilbage på holdet.
Murray begynder at savner Guruen, så Sly, Bentley og Murray rejser ned til Yuendumu i Northern Territory Australien for at finde Guruen. Men de opdager at området er blevet overtaget af minearbejdere, såkaldte "mineløjsere". Minearbejderne har også gravet en ond ånd ud, kaldet den mørke jords maske. Sly og banden finder Guruen, og spørger om Murray må blive taget ud af hans lærer, og om han ville være med i banden. De er dog nød til at skaffe hans udstyr, og udslette den mørke jords maske, og jage minegraverne væk. Da guruen får sine ting, flygter han fra lejren, og sammen med Sly og banden, jager de minearbejderne væk, men da de er tæt på at udslette masken, dukker Carmelita op. Masken overtager hende og gør hende enorm og ondskabsfuld. Sly kravler op til hendes hoved, og flår den af. Efter masken er udslettet slutter Guru sig til dem.
Banden får brug for en robotik-ekspert, hvis færdigheder overskrider Bentleys. Bentley møder en hollandsk ekspert ved navn Penelope online. Hun går ind på at slutte sig til banden, på den betingelse at de kan besejre hendes chef Den Sorte Baron, som afholder en luftkamp-konkurrence kaldet ACES flyverkonkurrence. Banden rejser til Kinderdijk, Holland, hvor de skal deltage, og de møder også Dimitri, som vil fortælle dem hvor konkurrencens flyliste er gemt, hvis Sly vil skylde ham en tjeneste. Muggshot, som var med i De Farlige Fem fra Sly Cooper and the Thievius Raccoonus deltager også i konkurrencen, men banden får ham anholdt af Carmelita Fox. Sly når til finalen, hvor han skyder Den Sorte Baron ned, men han henter sig et nyt fly. Sly hopper ned på flyet hvor baronen er, og de kæmper mod hinanden. Sly ender med at vinde, og slår masken af Baronen, og afslører at den sorte baron i virkeligheden er Penelope i forklædning. Banden vinder konkurrencen, og Penelope slutter sig til Cooper-banden.
Banden får for brug for en sprængstofekspert, med mere avanceret viden om sprængstof end Bentley. Bentley foreslår en af bandens tidligere fjender Panda King, hvilket Sly ikke bryder sig om. Banden rejser til Kunlun Mountains, Kina, men opdager, at Panda King har forsaget sit forbryderliv. Han siger ja til at slutte sig til banden, hvis de hjælper ham med at redde hans datter Jing King. General Tsao har bortført Jing King for at tvinge hende til at gifte sig med ham. Murray finder bandens gamle vogn med hjælp af først Penelope, og Panda King genkender det bånd som Murray har til sin vogn er det samme som sit bånd til hans datter. Tsao stjæler Bentleys computer, men Sly konfronterer ham og får den tilbage. Efter de endelig redder Jing King, hidkalder General Tsao en drage som kidnapper Penelope, men Sly besejrer den og redder hende, mens Carmelita anholder Tsao efterfølgende. Panda King slutter sig til bande
Banden bliver e-mailet af Dimitri, som minder Sly om tjenesten han skyldte ham i Holland. Dimitri bestiller billetter til hele banden til en rejse til Blodbadsbugten i det Caribiske Hav. Dimitri vil have hjælp til at generhverve dykkerudstyr som har tilhørt sin bedstefar Reme Lousteau, men som blev stjålet af en Pirat ved navn Peter Sortplet. Sly får narret udstyrets placering ud af Peter Sortplet, og banden finder dykkerudstyret. Uheldigvis møder de en pirat som hedder LeFwee, som bortfører Penelope. Banden forbereder sig til en kamp med ham, ved at tæmme en stor blæksprutte ved navn Knuser. Guru og Knuser besejrer LeFwees mænd og befrier Penelope, men Bentley bliver såret under kampen. Penelope besejrer LeFwee i en sværdkampsduel på toppen af LeFwees skibs master. Dimitri slutter sig til banden, og Bentley og Penelope bliver kærester.
Spillet vender så tilbage til den dag på Kaine Island, hvor Sly kæmper for at flygte fra Dr. M’s kæmpemonster. Carmelita ankommer dog med bevæbnede tropper og bekæmper Dr. M. Hun besejre monstret men lader Sly og Dr. M flygte. En efter en bekæmper banden Dr. Ms fæstnings sikkerhedsforanstaltninger for at få fat i Sly’s stok, som er nøglen til Coopers Boks. Dr. M fortæller Sly under en af kampene, at han plejede at arbejde sammen Sly’s far, men han følte sig urimeligt behandlet og agtede så at stjæle Cooper-skatten.
Da banden endelig kommer ind i boksen, ser Sly sin families historie, formue og skatte. I mellemtiden, bryder Dr. M ind i boksen og kæmper mod Bentley og Murray inden han fortsætter med at følge Sly. I boksens indre lønkammer, kæmper Sly og Dr. M mod hinanden. Dr. M sammenligner Sly med hans far, men Sly insisterer at alle er forskellige, og at han er sig selv. Carmelita bryder så ind i boksen for at anholde dem begge to. Dr. M forsøger at såre Carmelita, men Sly blokerer angrebet mod hende, og bliver slået bevidstløst. Carmelita besejrer Dr. M, inden hun hjælper Sly. Han virker som om at han lider af hukommelsestab, og Carmelita siger, at de er to politikollegaer. De flygter, og Dr. M bliver dræbt, fordi boksen bliver ustabil og styrter sammen. Cooper-banden finder Sly’s stok og hans udrustning og en alternativ indgang til boksen. Da Sly ikke vender tilbage til banden går alle medlemmerne hvert til sit. Bentley og Penelope, forstærker boksens sikkerhed og fortsætter deres forhold.
Murray bliver professionel racerfører med bandens teamvogn. Dimitri bliver en berømt dykker, Panda King rejser hjem for at passe på sin datter, Guruen underviser et rockband i Drømmetidskunsten. I slutningen, får Bentley øje på Sly og Carmelita stå med hinanden på en balkon. Sly blinker til Bentley, hvilket antyder at Sly lod som om han havde hukommelsestab for at være kærester med Carmelita.

### Episoder
Sly 3 er det første og det eneste spil hvor alle episodernes forskellige klokkeslæt vises.
| Nr.     | Engelsk titel          | Dansk titel            | Boss                       | Sted                              | Job | Tid   |
| ------- | ---------------------- | ---------------------- | -------------------------- | --------------------------------- | --- | ----- |
| Prolog  | Beginning of the End   | Begyndelsen til enden  | Dr. M                      | Kaine Island, Stillehavet         | 1   | 01:15 |
| Øvelser | Hazard Room            | Hazard-rum             | Ingen                      | —                                 | —   | —     |
| 1       | An Opera of Fear       | En frygtens opera      | Don Octavio                | Venedig, Italien                  | 9   | 04:31 |
| 2       | A Rumble Down Under    | En rumlen Down Under   | Den Mørke Jords Maske      | Yuendumu, Australien              | 9   | 8:14  |
| 3       | Flight of Fancy        | En ønskeflyvning       | Den Sorte Baron / Penelope | Kinderdijk, Holland               | 9   | 21:23 |
| 4       | A Cold Alliance        | En kold alliance       | General Tsao               | Kunlun Mountains, Kina            | 9   | 06:31 |
| 5       | Dead Men Tell No Tales | Døde mænd sladrer ikke | Kaptajn LeFwee             | Blodbadsbugten, Det caribiske hav | 9   | 19:48 |
| 6       | Honor Among Thieves    | Ære blandt tyve        | Dr. M                      | Kaine Island, Stillehavet         | 9   | 01:36 |

## Skuespillere

### Engelske stemmer
- Kevin Miller: Sly Cooper
- Matt Olsen: Bentley
- Chris Murphy: Murray
- Ruth Livier: Politiassistent Carmelita Fox
- Terry Rose: Guru
- Annette Toutonghi: Penelope
- Kevin Blackton: Panda King
- David Scully: Dimitri Lousteau
- David Scully: Don Octavio
- Loren Hoskins: Den Sorte Baron
- Leo Chin: General Tsao
- David Scully: Kaptajn Le Fwee
- Rick May: Dr. M
- Kevin Blackton: Muggshot

### Danske stemmer
| Skuespillere         | Rolle[kilde mangler]                  |
| -------------------- | ------------------------------------- |
| Christian Damsgaard  | Sly Cooper                            |
| Timm Mehrens         | Bentley                               |
| Lars Thiesgaard      | Murray                                |
| Sophie Lassen Kalkhe | Politiassistent Carmelita Montoya Fox |
| Cecilie Stenspil     | Penelope                              |
| Peter Zhelder        | Panda King, Don Octavio Dr. M         |
| Caspar Phillipson    | Den Sorte Baron, Kaptajn Le Fwee      |